# Hermann Pischke
Hermann Pischke (* 27. Februar 1869 in Groß Schliewitz; † nach 1932) war ein deutscher Pädagoge und Politiker (DVP).

## Leben
Nach dem Besuch der Dorfschule absolvierte Pischke das Lehrerseminar in Preußisch Friedland. Er arbeitete von 1890 bis 1901 als Volksschullehrer in Stewken und Korzeniec bei Thorn sowie in dem Ort Laskowitz. Von 1901 bis 1903 studierte er Philosophie, deutsche Sprache, Literatur und Geschichte an der Humboldt-Universität zu Berlin. Pischke war 1903 bis 1905 Hilfslehrer am Lehrerseminar in Kreuzburg, von 1905 bis 1907 Volksschullehrer und von 1907 bis 1919 Mittelschullehrer in Posen. Zudem betätigte er sich von 1912 bis 1920 als Redakteur für die Posener Lehrerzeitung. Im Juli 1920 wurde er Mittelschullehrer in Greifswald und von Juli 1926 bis 1932 wirkte er als Mittelschullehrer in Frankfurt (Oder).
Pischke trat 1919 in die DVP. Er war von 1919 bis 1921 Mitglied der Preußischen Landesversammlung und wurde im Anschluss in den Preußischen Landtag gewählt, dem er bis 1932 angehörte.